# Aloys Hirt

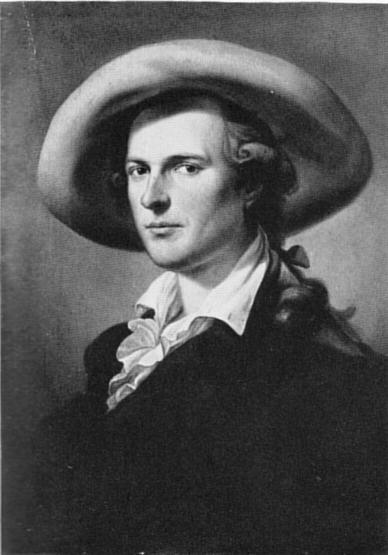
Aloys Hirt

Aloys Hirt (* 27. Juni 1759 in Behla, heute Stadt Hüfingen; † 29. Juni 1837 in Berlin) war ein deutscher Klassischer Archäologe. Er war der erste Professor für Archäologie an der neu gegründeten Berliner Universität und gilt als Mitbegründer der Berliner Museen und der Bauakademie. Hirt wird der Berliner Klassik zugerechnet.

## Leben
Aus wohlhabender bäuerlicher Familie stammend konnte Hirt das Gymnasium der Benediktiner in Villingen besuchen. Nach dem Tod seiner Jugendliebe ging er für einige Zeit ins Kloster, studierte aber ab 1778 in Nancy Philosophie, ab 1779 zunächst in Freiburg, dann in Wien Rechts- und Staatswissenschaften.
1782 ging er nach Rom, wo er sich ab 1785 als Cicerone etablierte und als wissensreicher Antiquar galt. Er führte u. a. Friedrich Wilhelm von Erdmannsdorff und die Herzogin Luise von Anhalt-Dessau, Nikolaus II. Esterházy de Galantha, Johann Wolfgang von Goethe, Johann Gottfried Herder, Herzogin Anna Amalia von Sachsen-Weimar-Eisenach und die Gräfin Lichtenau. 1794 erhielt er den Titel eines Fürstlich Weimarischen Rates.
Wohl wegen der napoleonischen Kriege ging er 1796 zurück nach Deutschland und wurde wohl mit Förderung der Gräfin Lichtenau Königlich Preußischer Rat und Mitglied der Akademien der Wissenschaften und der Künste in Berlin. Er entwickelte Pläne für die Errichtung eines Museums aus Kunstbeständen des Königshauses, die letztlich in der Gründung des Alten Museums mündeten. Er initiierte die Gründung der Bauakademie und unterrichtete dort Baugeschichte, wo Karl Friedrich Schinkel und Christian Daniel Rauch zu seinen Schülern gehörten. Mit der Gründung der Berliner Universität wurde Hirt 1810 ordentlicher Professor für Archäologie. Spätestens ab den 1820er Jahren galten seine Ansichten und Methoden zunehmend als zu subjektiv und unwissenschaftlich. Dennoch behielt er noch lange seinen Einfluss bei Hofe. Darüber hinaus war er seit 1809 Mitglied der Gesetzlosen Gesellschaft zu Berlin. Mit nachlassender Gesundheit zog er sich in den 1830er Jahren zunehmend aus dem öffentlichen Leben zurück.

## Leistungen
An Hirts Leben und Wirken zeichnet sich der Prozess vom Sturm und Drang zum Klassizismus und zur Romantik ab. In Schillers Zeitschrift Die Horen erklärte er das „Charakteristische“, das individuell Bedeutsame, zum Prinzip seiner Ästhetik. Seine Ansichten zur Architektur als bedingendem Rahmen aller bildenden Künste, die er mit seinem Kollegen Georg Wilhelm Friedrich Hegel teilte, legte er in den monumentalen Werken Die Geschichte der Baukunst bei den Alten und Die Geschichte der bildenden Künste bei den Alten dar. Trotz mancher Fehleinschätzungen blieb Hirts enzyklopädische, systematische und historistische Methode über das 19. Jahrhundert bis zum Ersten Weltkrieg in der Kunstwissenschaft vorherrschend.

## Privates
Aloys Hirt war mit dem Prediger, Justizrat, Lehrer und Historiker Wilhelm Mila und dessen Ehefrau Luise befreundet, deren Haus als Mittelpunkt und Treffpunkt von Berliner Künstlern und Intellektuellen diente, wobei Hirt für diese Treffen die Begrifflichkeit Griechisches Kränzchen prägte. Die neuere Forschung geht weitgehend übereinstimmend davon aus, dass Aloys Hirt der leibliche Vater des Historien-, Porträtmalers und Illustrators Paul Mila (1798–1862/63) war.

## Schriften (Auswahl)
- Osservazioni istorico-architettoniche sopra il Panteon. Rom 1791 (google books).
- Bilderbuch für Mythologie, Archäologie und Kunst. Berlin 1805–1816.
  - Erstes Heft: Die Tempelgötter. 1805 BSB = Volltext in der Google-Buchsuche, Tafeln BSB = Volltext in der Google-Buchsuche.
  - Zweites Heft. [Dämonen]. [ca. 1810]. BSB = Volltext in der Google-Buchsuche. erweiterte Ausgabe: Zweites Heft: Die Untergötter oder Dämonen. 1816 BSB = Volltext in der Google-Buchsuche, Tafeln BSB, Taf. 13–18 = Volltext in der Google-Buchsuche, BSB, Taf. 19–32 = Volltext in der Google-Buchsuche
- Über das Pantheon. In: Friedrich August Wolf, Philipp Buttmann (Hrsg.): Museum der Alterthums-Wissenschaft. 1. Band. Realschulbuchhandlung, Berlin 1807, S. 147–298 BSB Link Buchseite(BSB urn Gesamtband).
- Die Baukunst nach den Grundsätzen der Alten. 1809. BSB, (= google books).
- Die Geschichte der Baukunst bei den Alten. drei Bände, 1820–1827. BSB Bd. 1 (= google books), BSB Bd. 2 (= google books), BSB Bd. 3 (google books Bd. 3).
- Die Geschichte der bildenden Künste bei den Alten. Berlin 1833 (Digitalisat).